# داکسی‌سایکلین
داکسی سایکلین نوعی آنتی‌بیوتیک از دسته تتراسایکلین است. این دارو به فرمول C22H24N2O8, HCL, ½》 C2H6O, ½ H2O 》و دارای وزن ملکولی ۵۱۲٫۹ است.
این دارو دارای حلالیت بالا در چربی است ولی دارای تمایل اندکی در باند شدن به کلسیم سرمی است.

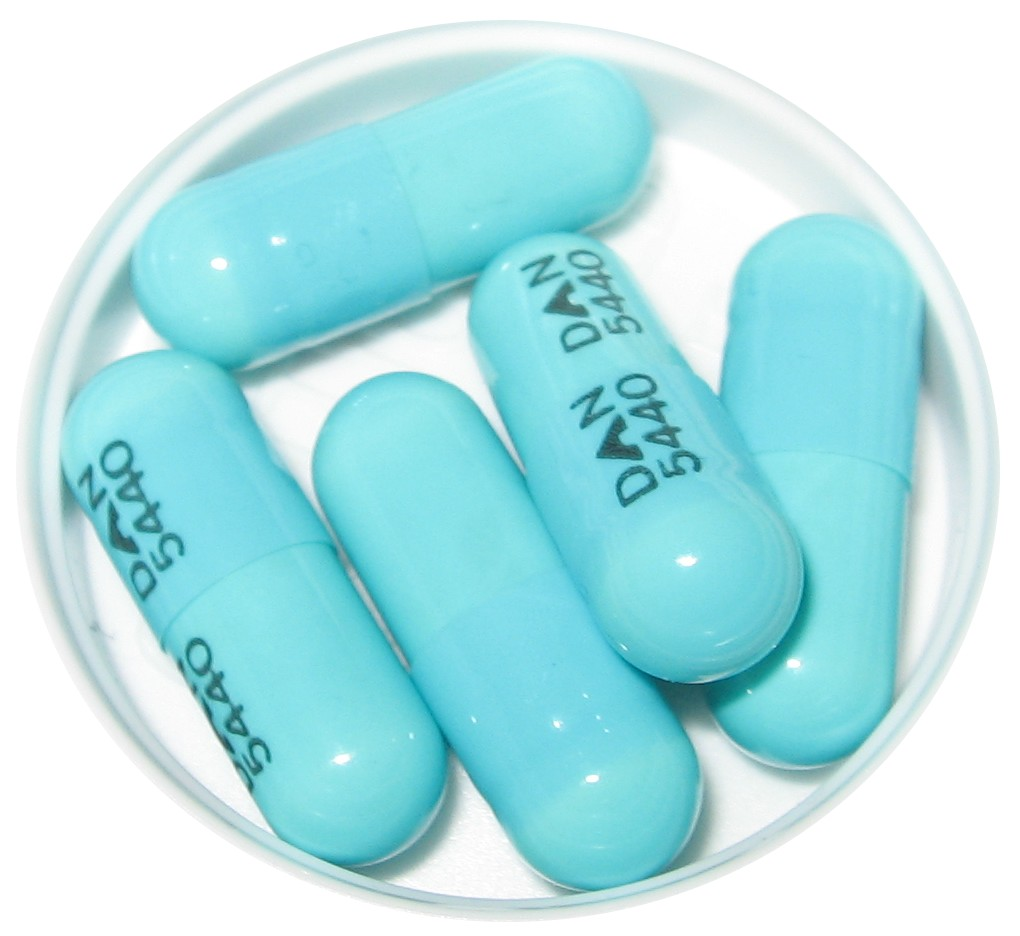

## مصرف در دوران حاملگی
این دارو بر طبق نظر سازمان غذا و داروی آمریکا در گروه D قرار دارد.

## موارد مصرف
۱. عفونت‌های ریکتزیایی
- تب لک دار کوه‌های راکی (Rocky Mountain spotted fever)
- تیفوس
- تب کیو (Q fever)

۲. بیماری‌های منتقل شونده از راه جنسی
- کلامیدیا تراکوماتیس
- اوراپلاسما اورالیتیکوم (Ureaplasma urealyticum)
- لنفوگرانولوم وینروم که عامل ایجادکننده آن کلامیدیا تراکوماتیس است.
- گرانولوم اینگوینال که عامل ایجادکننده آن کالیماتوباکتریوم گرانولوماتیس (Calymmatobacterium granulomatis) است[۱]

۳. بیماری‌های تنفسی
- عفونت‌های تنفسی به علت مایکوپلاسما پنومونیه
- پسیتاکوزِس (Psittacosis) به علت کلامیدیا پسیتاکی
- عفونتهای تنفسی به علت هموفیلوس آنفلوانرا (Haemophilus influenzae)، گونه‌های کلبسیلا و استرپتوکوک پنومونیه (Streptococcus pneumoniae).

۴. ارگانیسم‌های اختصاصی دیگر
- تب راجعه (Relapsing fever) ناشی از بورلیا رکارنسیس
- تولارمی (Tularemia) ناشی از فرانسیلا تولارنسیس
- وبا (Cholera) به علت ویبریو کلرا
- عفونت‌های ناشی کامپلیو باکتر فتوس
- تب مالت (Brucellosis) ناشی از گونه‌های بورسلا (به همراه استپترومایسین)
- بارتونلوسیس (Bartonellosis) ناشی از بارتونلا باسیلی فرمیس

۵. عفونت‌های چشمی
- تراخم (mTrachoma) ناشی از کلامیدیا تراکوماتیس
- اینکلوژن کونژنکتیویت ناشی از کلامیدیا تراکوماتیس

۶. پروفیلاکسی در مالاریا
مصرف این دارو در جلوگیری از عفونت پلاسمودیوم فالسیپاروم در هنگام سفرهای کوتاه مدت کمتر از ۴ ماه به مناطق آندمیک بخصصوص درمواقعی که به داروهاییمثل کلروکین یا پیریمتامین سولفادوکسین نیز مقاومت وجود داشته باشد.
1. عفونت‌های پوستی
2. جوش

## موارد منع مصرف
- حساسیت مفرط به دارو
- در کودکان کمتر از ۸ سال
- در نیمه دوم حاملگی.[۳]

## عوارض جانبی
راش، کهیر، تهوع، اسهال، استفراغ، سندرم فانکونی.

## تداخل دارویی
ایزوترتینوئید (داروهای رتینوئید)، باربیتورات‌ها (نظیر فنوباربیتال)، دیگوکسین، پنی‌سیلین و تمامی داروهای ضد تشنج از مواردی هستند که با این دارو تداخل می‌کنند. در زمان تجویز داکسی سایکلین، مصرف تمام داروهای خود را به پزشک اطلاع دهید.

## شرایط نگهداری
- دارو را دور از دسترس کودکان نگه دارید.
- دارو را در جایی خشک و خنک و به دور از گرما و تابش نور مستقیم نگه دارید.